# Форд хол
„Форд Хол Форум“ (на английски: Ford Hall Forum), или само „Форд Хол“, е най-старата свободна обществена серия от лекции в САЩ.
Основана през 1908 г., тя продължава да бъде домакин на отворени лекции и дискусии в района на Бостън. Сред най-прочутите говорители са: Мая Анджелоу, Айзък Азимов, Ноам Чомски, Алън Дершовиц, У. Е. Б. дю Боа, Ал Гор, Мартин Лутър Кинг, Хенри Кисинджър, Норман Мейлър, Айн Ранд, Куки Робъртс, Елеонор Рузвелт, Робърт Фрост, Малкълм Х, Джими Уейлс.
„Форд Хол“ има за цел „да насърчава свободата на словото и да благоприятства за осведомено и отговорно общество посредством публично представяне на лекции, дебати и дискусии.“ Тези събития целят да хвърлят светлина върху значими обществени проблеми, като запознават публиката с интелигентни и провокативни говорители, които биват представяни лично и безплатно, за да се допринесе за откровен и открит дебат. Предоставя се еднакво време, както за коментарите на говорителите, така и за въпросите на публиката.

## История
Форумът е основан през февруари 1908 г. от Джордж У. Колман - бостънски бизнесмен и по онова време водач на Бостънския баптистки социален съюз (Boston Baptist Social Union). Първата публична реч се държи в залата за събрания на съюза „Форд билдинг“ на Бейкън хил, откъде произлиза и името на форума.
Като институция на свободното слово тя не получава одобрението на мнозина от нейните говорители, защото форумът дава трибуна на говорители, на които други институции не са или не биха дали. През 1920-те години Маргарет Сангър се появява на форума, след като майор Джеймс Майкъл Кърли издава разпореждане, което ѝ забранява да говори за семейното планиране. По същото време форумът търпи критика, че е домакин на срещи с активиста за граждански права У. Е. Б. дю Боа. Малкълм Х е поканен да говори през 1960-те години, когато е считан от обществеността за прекалено опасен, за да му се дава трибуна в сърцето на Бостън. В началото на 1990-те години, когато бившият водач на Ку-клукс-клан едва не е избран в Сената, форумът го кани в Бостън, за да отговоря на въпроси за своите виждания и своето минало.
Когато Бостънският баптистки социален съюз се отделя от форума от страх да не бъде асоцииран с радикализъм, „Форд Хол“ основава свое собствено предприятие през 1929 г. Новата корпорация има за цел: „да осигури образование, с което да формира интелигентни, способни и отговорни граждани в служба на всеобщото благоденствие; да способства за разбирането на гражданските, морални, религиозни и духовни отговорности. Това може да се осъществи отчасти, като се поддържа място за общи събрания, на което да се провеждат цялостни, свободни и отворени публични дискусии по всички жизненоважни въпроси, засягащи човешкото благоденствие.“
Към момента „Форд Хол“ представя своите лекции съвместно с Университета Съфолк.